# Lype lubaretsi
Lype lubaretsi là một loài Trichoptera trong họ Psychomyiidae. Chúng phân bố ở miền Cổ bắc.